# Harry Giles
Harry Lee Giles III, né le 22 avril 1998 à Winston-Salem en Caroline du Nord, est un joueur américain de basket-ball évoluant au poste de pivot et mesurant 2,07 m.

## Biographie
Giles participe au Championnat du monde des 19 ans et moins en 2015 avec Team USA. Les Américains remportent la compétition et Giles est nommé dans l'équipe-type de la compétition avec le MVP américain Jalen Brunson, le Croate Marko Arapović, le Grec Tyler Dorsey et le Turc Furkan Korkmaz.
Giles passe une saison en université avec les Blue Devils de Duke mais joue peu en raison d'une opération chirurgicale au genou. Il s'inscrit à la draft 2017 de la NBA et est choisi en 20e position par les Trail Blazers de Portland. Il est ensuite échangé et se retrouve aux Kings de Sacramento.
Les Kings préfèrent ne pas faire jouer Giles, au moins jusqu'en janvier 2018, afin qu'il renforce les articulations de ses genoux et éviter ainsi une nouvelle blessure. Le 18 janvier 2018, les Kings, ne voulant pas prendre de risque annoncent qu'il ne jouera finalement pas de la saison.
Le 22 novembre 2020, il s'engage pour une saison avec les Trail Blazers de Portland.
En septembre 2023, il s'engage avec les Nets de Brooklyn. Il est coupé par les Nets en février 2024.
En mars 2024, il s'engage cette fois-ci aux Lakers de Los Angeles via un contrat two-way.

## Records sur une rencontre en NBA
Les records personnels d'Harry Giles en NBA sont les suivants, :
| Type de statistique        | Saison régulière | Saison régulière                | Saison régulière | Playoffs | Playoffs            | Playoffs    |
| Type de statistique        | Record           | Adversaire                      | Date             | Record   | Adversaire          | Date        |
| -------------------------- | ---------------- | ------------------------------- | ---------------- | -------- | ------------------- | ----------- |
| Points                     | 23               | @ Magic d'Orlando               | 2 août 2020      | -        | -                   | -           |
| Paniers marqués            | 10               | Hawks d'Atlanta                 | 30 janvier 2019  | -        | -                   | -           |
| Paniers tentés             | 17               | Pelicans de La Nouvelle-Orléans | 11 août 2020     | 1        | @ Nuggets de Denver | 24 mai 2021 |
| Paniers à 3 points réussis | 3                | Thunder d'Oklahoma City         | 3 avril 2021     | -        | -                   | -           |
| Paniers à 3 points tentés  | 3                | Thunder d'Oklahoma City         | 3 avril 2021     | -        | -                   | -           |
| Lancers francs réussis     | 5                | 4 fois                          | 4 fois           | -        | -                   | -           |
| Lancers francs tentés      | 9                | @ Suns de Phoenix               | 4 décembre 2018  | -        | -                   | -           |
| Rebonds offensifs          | 5                | @ 76ers de Philadelphie         | 4 février 2021   | 2        | @ Nuggets de Denver | 24 mai 2021 |
| Rebonds défensifs          | 11               | @ Clippers de Los Angeles       | 22 février 2020  | 1        | @ Nuggets de Denver | 24 mai 2021 |
| Rebonds totaux             | 12               | 2 fois                          | 2 fois           | 3        | @ Nuggets de Denver | 24 mai 2021 |
| Passes décisives           | 6                | 2 fois                          | 2 fois           | -        | -                   | -           |
| Interceptions              | 4                | Jazz de l'Utah                  | 25 novembre 2018 | -        | -                   | -           |
| Contres                    | 3                | 2 fois                          | 2 fois           | -        | -                   | -           |
| Balles perdues             | 5                | Pistons de Détroit              | 10 janvier 2019  | -        | -                   | -           |
| Minutes jouées             | 32               | @ Clippers de Los Angeles       | 22 février 2020  | 4        | @ Nuggets de Denver | 24 mai 2021 |

- Double-double : 2
- Triple-double : 0

Dernière mise à jour : 26 juin 2021